# Irischer Bürgerkrieg
Der Irische Bürgerkrieg (irisch Cogadh Cathartha na hÉireann, englisch Irish Civil War) war ein von Juni 1922 bis Mai 1923 dauernder Bürgerkrieg zwischen Unterstützern und Gegnern des anglo-irischen Vertrags vom 6. Dezember 1921, der den Irischen Freistaat einführte. Der Irische Freistaat war der Vorläufer der heutigen Republik Irland, der allerdings nur aus 26 der 32 irischen Grafschaften bestand und so die Teilung der Insel begründete. Neben dieser Teilung waren die nach wie vor vorhandene konstitutionelle Verbindung zum britischen Königshaus sowie Einschränkungen der Machtbefugnisse und Hoheitsrechte der Hauptkritikpunkt. Der daraus entstandene Bürgerkrieg kostete mehr als 900 Menschen das Leben, beinahe die Hälfte der Zahl der Toten des Irischen Unabhängigkeitskrieges (1919–1921), der dem Bürgerkrieg vorausgegangen war.

## Hintergrund
Der Anglo-Irische Vertrag war das Ergebnis des Waffenstillstandes nach dem Anglo-Irischen Krieg (auch: Irischer Unabhängigkeitskrieg) zwischen irischen Separatisten (die für einen eigenen Staat kämpften) und der britischen Regierung. Der Vertrag sah neben einem eigenständig regierten irischen Freistaat auch die Schaffung einer eigenen Armee und Polizei vor. Allerdings handelte es sich nicht, wie von den meisten Republikanern gewünscht, um eine unabhängige Republik, sondern nach wie vor um ein Herrschaftsgebiet des Britischen Empires mit dem britischen König als Staatsoberhaupt. Der Vertrag sah außerdem vor, dass Mitglieder des neuen irischen Parlaments (Oireachtas) einen Treueeid auf die Verfassung des Freistaates und auf den britischen König zu leisten haben. Weiterhin sollten einige strategische Häfen auch weiterhin in der Hand der Royal Navy verbleiben. Trotz all dieser Einschränkungen behauptete Michael Collins, dass der Vertrag „nicht die endgültige Freiheit brächte, nach der alle Staaten streben, wohl aber die Freiheit diese zu erreichen“ (“not the ultimate freedom that all nations aspire and develop, but the freedom to achieve it”). Seine Gegner mussten ihm letzten Endes (als der Freistaat 1949 zur unabhängigen Republik wurde) recht geben. Trotzdem glaubten die militanten Gegner des Vertrags im Jahr 1922 nicht daran, dass aus diesem Vertragswerk je die vollständige Unabhängigkeit entstehen könne.
Die gegensätzlichen Positionen zu dem Vertrag hatten auch tiefe persönliche Gründe. Die Protagonisten auf beiden Seiten (Michael Collins und Éamon de Valera) waren noch während des Unabhängigkeitskrieges enge Freunde und Kameraden, was die am Ende tödliche Unstimmigkeit über den Vertrag noch bitterer erscheinen lässt. Michael Collins war der Auffassung, dass ihn Éamon de Valera zu der Vertragsverhandlung mit dem Wissen geschickt habe, keine weiteren Zugeständnisse seitens der Briten bekommen zu können. Collins hatte das Gefühl, anstelle von de Valera die Schuldzuweisungen über den kompromissbehafteten Vertrag erhalten zu haben. Er fühlte sich dann zutiefst betrogen, als de Valera die Einigung nicht unterstützte, die er mit David Lloyd George und Winston Churchill ausgehandelt hatte.

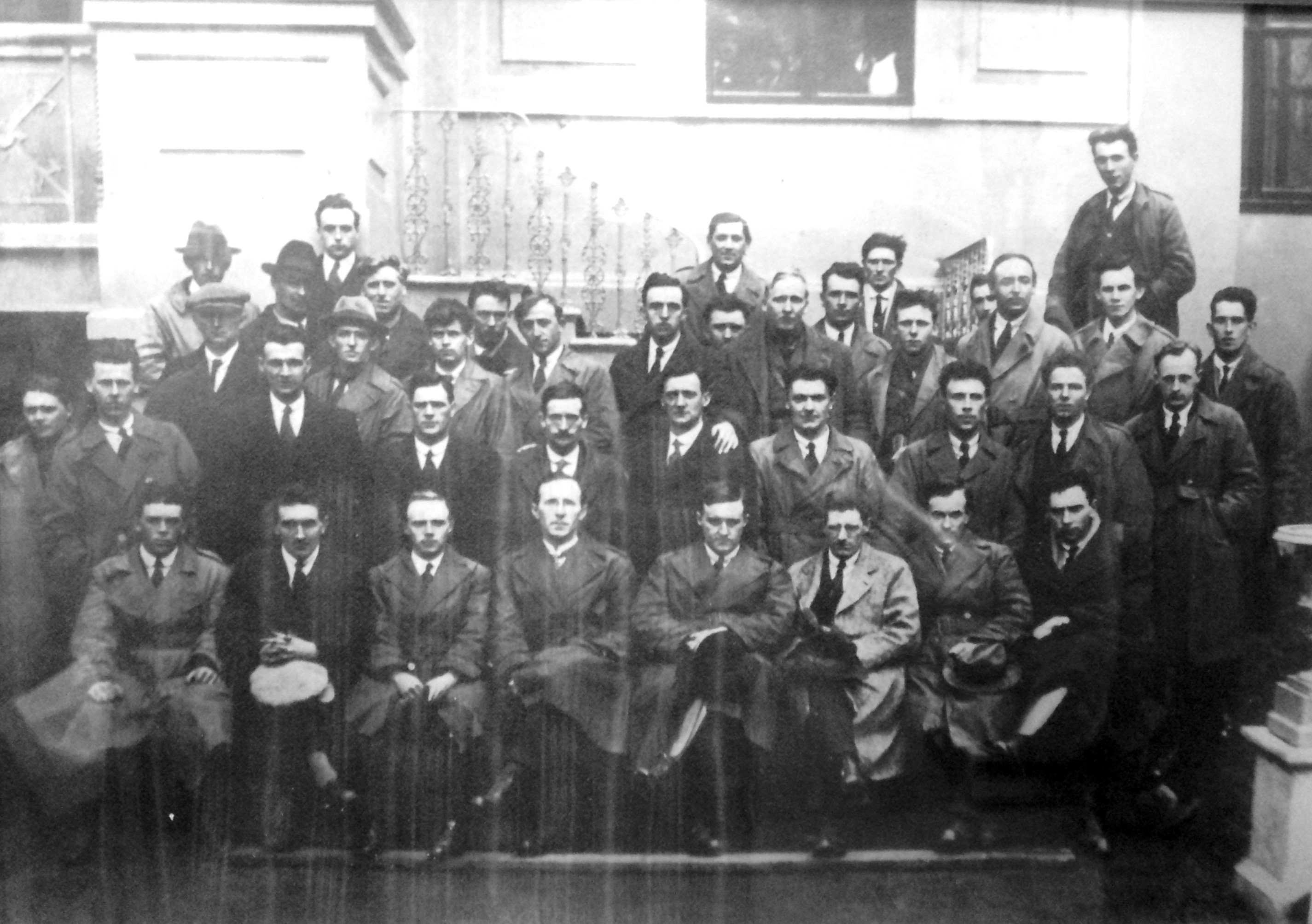
Foto vom Gründungskonvent der Anti-Treaty-IRA, der Ende März/Anfang April 1922 im Dubliner Mansion House stattfand

Dem Vertrag wurde letzten Endes im irischen Parlament (Dáil Éireann) mit einer Mehrheit von 64 zu 57 Stimmen am 7. Januar 1922 zugestimmt. Bei der Ratifizierung des Vertrags trat Éamon de Valera als Präsident der irischen Republik zurück und verließ daraufhin an der Spitze der Vertragsgegner innerhalb von Sinn Féin das Parlament.
Er versuchte noch, die Rechtmäßigkeit des Beschlusses damit anzufechten, dass die Mitglieder der Regierung ihren Eid auf die „irische Republik“ gebrochen hätten. Auch der Versuch, eine eigene Gegenregierung aufzustellen, misslang.
Inzwischen hatte das Parlament, das für den Vertrag war, unter der Leitung von Michael Collins damit begonnen, neben einer neuen Polizei auch eine nationale Armee aufzustellen, die die bisherige Irisch-Republikanische Armee (IRA) ablösen sollte. Synonyme für die Befürwortung des Vertrages in dieser Zeit waren „pro-treaty“, „National Army“ oder „Free State“; im Gegensatz dazu standen „anti-treaty“, „IRA“ oder „Irregulars“. Die den Vertrag ablehnende IRA nahm für sich in Anspruch, nach wie vor die irische Republik zu verteidigen, wie sie es 1916 während des Osteraufstands geschworen hatten. Die IRA war vom ersten irischen Parlament (First Dáil) gegründet und nun, in ihren Augen unrechtmäßig, von denen abgeschafft worden, die den Kompromiss des Freistaates befürworteten.

## Kämpfe in Dublin

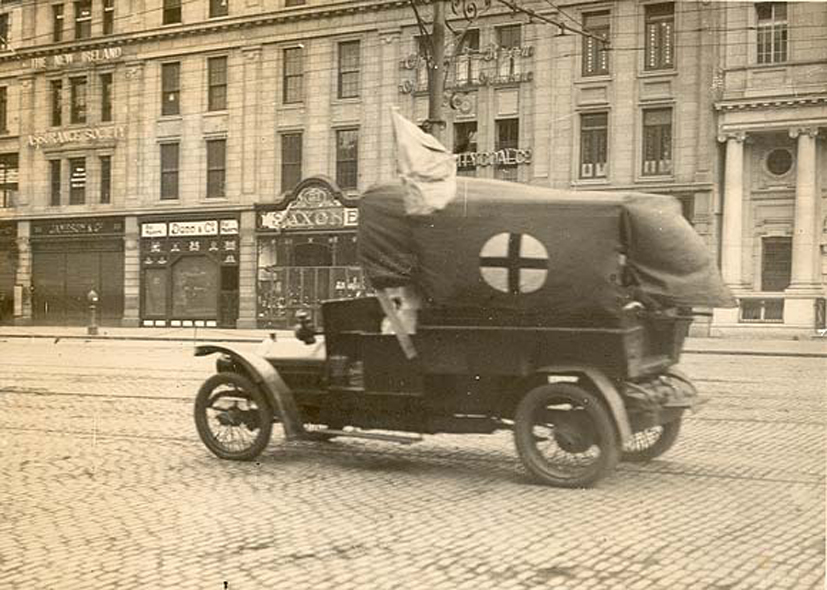
Krankenwagen während der Schlacht um Dublin

Im April 1922 besetzten militante Vertragsgegner unter Rory O’Connor das Gerichtsgebäude (Four Courts) in Dublin. Die republikanischen Vertragsgegner wollten so neue bewaffnete Auseinandersetzungen mit den Briten provozieren, um – so hofften sie – die zwei Fraktionen innerhalb der IRA wieder im Kampf gegen den gemeinsamen Feind zu vereinen. Doch diejenigen, die entschlossen waren, über den Freistaat zu einem unabhängigen irischen Staat zu gelangen, sahen dies als rebellischen Akt an, der durch sie niedergeschlagen werden musste. Michael Collins selbst versuchte die „Besetzer“ zum Verlassen des Gebäudes zu überreden, bevor es zu Gewalttätigkeiten käme. Diese lehnten ab und entschlossen sich ihrerseits die Patt-Situation durch die Bombardierung der Streitkräfte außerhalb von Four Courts zu beenden. Dieser Angriff war dennoch nicht das erste Anzeichen des Krieges: Viele kleinere Gefechte fanden im ganzen Land während der Übergabe von britischen Kasernen an die neuen Streitkräfte statt.
Michael Collins akzeptierte ein britisches Angebot, die neue Armee des Freistaats mit Artillerie zu unterstützen. Es begann die Schlacht um Dublin. Die Vertragsgegner, die nur leichte Waffen besaßen, ergaben sich bereits nach einigen Tagen. In diesem chaotischen Zeitraum wurde das Irische Nationalarchiv von einer heftigen Explosion erschüttert und Zeugnisse von tausend Jahren irischer Geschichte gingen in Flammen auf. Ob diese Explosion ebenfalls auf das Konto der Republikaner geht oder ein Unfall war, ist umstritten.
Einige Führer der Aufständischen, unter ihnen Ernie O’Malley, entkamen der Verhaftung und kämpften anderenorts weiter. Bis zum 5. Juli kam es in Dublin nur zu vereinzelten Gefechten. An diesem Tag besetzten Gruppen der IRA, die gegen den Vertrag waren, die O’Connell Street und erzwangen so eine weitere Woche an heftigen Straßenkämpfen. Unter den Opfern war auch der republikanische Führer Cathal Brugha. Als die Kämpfe abebbten, hatte die Regierung des Freistaates die irische Hauptstadt endlich fest unter ihrer Kontrolle und die Vertragsgegner verteilten sich im Rest des Landes – vor allem im Süden und Westen.
Beim Beginn des Bürgerkrieges war die IRA faktisch geteilt. Die Vertragsgegner konnten sich zwar einer beachtlichen Unterstützung unter den IRA-Gruppen (vor allem im Süden und Westen von Irland) sicher sein, ihnen fehlte es aber an einer effektiven Kommandostruktur, einer klaren Strategie und an ausreichend Waffen. Dies zwang sie vorerst zu einer defensiven Haltung.
Michael Collins und seine Befehlshaber waren zwischenzeitlich in der Lage gewesen, eine Armee aufzubauen, die die „Irregulars“ im offenen Kampf quasi überrennen konnte. Unterstützung seitens der Briten durch Artillerie, Flugzeuge, bewaffnete Fahrzeuge, Maschinenpistolen, Handfeuerwaffen und Munition taten ihr Übriges zur Überlegenheit hinzu. Am Ende des Krieges war die Stärke der Freistaatsarmee auf 55.000 Mann angewachsen – weit mehr als das, was der irische Staat in Friedenszeiten benötigen würde. Collins’ rücksichtsloseste Offiziere wurden aus den Reihen der „Dublin Brigade“ der IRA (die er während des Unabhängigkeitskrieges kommandierte) rekrutiert. Gegen Ende des Krieges waren diese Gruppen in diverse Gräueltaten gegen Vertragsgegner verwickelt.

## Der Freistaat erobert die größten Städte
Nachdem Dublin in der Hand der Vertragsbefürworter war, verlagerte sich der Konflikt auf das restliche Land. Kurzzeitig erlangten die Vertragsgegner die Oberhand in den Städten Cork, Limerick und Waterford, doch sie waren nicht dafür ausgerüstet, einen konventionellen Krieg zu führen. Dies führte dazu, dass sämtliche größere Städte Irlands recht leicht von den Truppen des Freistaates zurückerobert bzw. gehalten werden konnten; Cork wurde zum Beispiel am 10. August von der Seeseite her zurückerobert. Die Siege der Regierung in den größeren Städten gingen mit Guerilla-Methoden einher; insbesondere die Hinrichtungen von Führern auf beiden Seiten (die einst gemeinsam für die Unabhängigkeit kämpften) sind hier zu nennen. Der bedeutendste Fall war wohl die Ermordung des Kopfes der provisorischen Regierung, Michael Collins, im August 1922 in der Nähe seines Hauses in der Grafschaft Cork. Arthur Griffith, Präsident des Freistaates, starb ungefähr eine Woche zuvor an einem Hirnschlag. Er hinterließ seinen Posten William Cosgrave und die Freistaaten-Armee unter dem Kommando von General Richard Mulcahy.

## Gräueltaten, Hinrichtungen und Kriegsende
Die Endphase des Bürgerkriegs (1923) verkam zu einer Serie von Gräueltaten, die noch lange die irische Politik belasten sollten. Die IRA begann mit dem Tod von Sean Hales damit, Unterhausabgeordnete des Dáil Éireann zu ermorden. Im Gegenzug drohte der Freistaat damit, bei weiteren Hinrichtungen gefangene IRA-Anhänger zu erschießen. Vier prominente Republikaner (jeweils einer aus jeder der vier Provinzen in Irland), die bereits seit der ersten Kriegswoche gefangen gehalten wurden, wurden aus Rache für den Tod von Hales hingerichtet, darunter Rory O’Connor und Liam Mellows. Insgesamt vollstreckte der Freistaat 77 Exekutionen von gefangenen Vertragsgegnern, einschließlich des Autors und Vertragsunterhändlers Robert Erskine Childers. Diese Zahl wurde von Irlands größter republikanischer Partei, Fianna Fáil, für Jahrzehnte immer wieder ins Gedächtnis gerufen. Zusätzlich vollstreckten Truppen des Freistaates hauptsächlich in Kerry inoffizielle Hinrichtungen von gefangen genommenen Vertragsgegnern. Der bekannteste Fall ereignete sich in Ballyseedy, wo neun republikanische Gefangene an eine Landmine gebunden wurden. Überlebende nach der Explosion wurden erschossen. Auf ähnliche Weise wurden in den folgenden Tagen vier Gefangene in Killarney und fünf in Caherciveen getötet.
Die IRA konnte keine effektiven Guerilla-Taktiken aufrechterhalten, da sie von der großen Mehrheit der Bevölkerung nicht unterstützt wurde. Dies wurde bei den Wahlen direkt nach dem Bürgerkrieg deutlich, als die Cumann na nGaedheal, die Freistaatspartei (41 %), problemlos gegen die republikanische Sinn Féin (28 %) gewann.
Die römisch-katholische Kirche unterstützte ebenfalls den Freistaat und dessen Regierung, prangerte die IRA an und verweigerte sogar die Sakramente für militante Vertragsgegner. Diese Haltung beeinflusste zu dieser Zeit viele Iren.
Als der Konflikt auf einen De-facto-Sieg für die Vertragsbefürworter hinauslief, schlug Eamon de Valera einen Waffenstillstand vor. Im Mai 1923 folgte eine Anweisung der Führung, die Waffen niederzulegen, anstatt einen Kampf zu führen, der nicht gewonnen werden konnte. Einige Historiker sehen im Tod von Liam Lynch, einem kompromisslosen republikanischen Führer, bei einem Feuergefecht in den Knockmealdown Mountains (Grafschaft Waterford), einen Grund für den Aufruf des pragmatischen Frank Aiken, den sinnlosen Kampf zu beenden. Tausende IRA-Mitglieder (einschließlich de Valera) wurden in den Wochen nach Kriegsende festgenommen.

## Attacken gegen Loyalisten
Obwohl der Ursprung des Bürgerkriegs der Anglo-Irische Vertrag gewesen war, sahen viele „Irregulars“ den Grund ihres Kampfes auch in der traditionellen republikanischen Sache des „Menschen ohne Besitz“. Daher wurden im Laufe des Krieges viele – dem Freistaat gegenüber loyale – Großgrundbesitzer attackiert und deren Anwesen von kleineren Gruppen besetzt. Viele dieser Grundbesitzer (wenn auch nicht alle) hatten während des irischen Unabhängigkeitskrieges die britische Krone unterstützt. Dies machte ihre Situation in dieser Zeit schwierig und deshalb wurden sie in der Anomie des Bürgerkriegs zu leichten Zielen. Obwohl manche Angriffe auch konfessionsbedingte Untertöne hatten, unterschied die Mehrzahl der Vertragsgegner in der IRA nicht zwischen katholischen und protestantischen Unterstützern der Freistaatsregierung. Der Freistaat unternahm einige Vorkehrungen, um die Protestanten und deren Grundbesitz zu schützen, vor allem in der Grafschaft Louth, wo eine spezielle Polizei-Truppe dafür eingerichtet wurde. Noch heute wird kontrovers darüber diskutiert, wie sehr die Protestanten zu dieser Zeit eingeschüchtert wurden.

## Ergebnis und Preis des Krieges
Der Bürgerkrieg war kurz, aber blutig. Viele Hauptfiguren, unter ihnen Michael Collins, starben, und beide Seiten verübten einige brutale Taten: Die Vertragsgegner ermordeten Parlamentsabgeordnete und brannten viele historische Gebäude nieder (zum Beispiel die berühmte Moore Hall in der Grafschaft Mayo, weil deren Besitzer Senator wurde); die Regierung richtete Gefangene offiziell und inoffiziell hin. Die vom Freistaat eingeführte National Army verlor 800 Soldaten, insgesamt wurden wahrscheinlich mehr als 4000 Menschen getötet. 12.000 Republikaner wurden am Ende des Krieges festgenommen – die meisten blieben bis 1924 in Haft.
Es wird oft behauptet, der irische Bürgerkrieg hätte noch viel schlimmer ausfallen können. Im russischen oder spanischen Bürgerkrieg kamen weit mehr Menschen um. Darüber hinaus war die neue Polizeikraft (Gardaí) nicht in den Krieg involviert. Daher war es für den Freistaat nach dem Krieg möglich, eine unbewaffnete und neutrale Polizei zu etablieren.
Da der Bürgerkrieg zwischen nationalistisch-irischen Fraktionen ausgetragen wurde, waren die 6 nordirischen Grafschaften nicht betroffen, was dem Freistaat einen weiteren Krieg gegen die nordirischen Protestanten (und damit auch wieder gegen die britische Krone) ersparte. Nur kurz nach ihrer Niederlage überlegten einige Republikaner, ob sie bewaffnet gegen die britische Herrschaft in Nordirland vorgehen sollten.
Wie bei vielen Bürgerkriegen hinterließ auch dieser ein Erbe, das die irische Politik jahrzehntelang beeinflusste. Die zwei größten politischen Parteien in der Republik sind noch immer Fianna Fáil und Fine Gael, die Nachkommen der beiden Kräfte aus dem Jahr 1922. Bis in die 1970er Jahre hinein waren fast alle bekannten irischen Politiker Veteranen des Bürgerkriegs – das förderte die Beziehungen zwischen den beiden Parteien nicht. Es handelte sich zum Beispiel um die Republikaner Eamon de Valera, Todd Andrews und Seán Lemass bzw. die Freistaatler W. T. Cosgrave, Richard Mulcahy und Kevin O’Higgins.
Aber auch viele der Söhne und Töchter dieser Veteranen wurden Politiker und trugen so die persönlichen Wunden des Kriegs in die nächste Generation. Als Fianna Fáil in den 1930er Jahren zum ersten Mal größte politische Partei war, sah es so aus, als könnte ein Bürgerkrieg zwischen der IRA und den Blueshirts ausbrechen. Die Krise wurde jedoch abgewendet, und in den 1950er Jahren waren politische Gewalttätigkeiten kein Problem mehr in der südirischen Politik.
Trotz allem existiert die IRA noch heute, und bis in die 1980er Jahre beanspruchte sie, noch immer die 1918 ausgerufene provisorische Regierung der irischen Republik zu sein, die 1921 durch den anglo-irischen Vertrag aufgehoben wurde. Manche Stimmen, allen voran Michael McDowell, haben behauptet, diese Ansicht aus dem Bürgerkrieg würde noch heute die Politik der Provisional IRA untermauern.